# Фортеця і миза Кійю
Фортеця і миза Кійю (ест. Kiiu vasallilinnus) — маєток в Кію, повіт Гар'юмаа, Естонія.

## Історія
Вперше згадується в 1348 р., у XVI ст. належав Фабіану фон Тізенгаузену, котрий на початку століття наказав побудувати в ньому васальську фортецю, що, по наявних даних, була найменшою в Естонії. Від башточки-фортеці, відомій в минулому також під назвою Монахської башти, до нас дійшли три нижніх поверхи. В ході реставраційних робіт 1973 року був споруджений четвертий поверх (припускається, що він існував раніше), а також зовнішній дерев'яний захисний хід. У башті фортеці працює кафе.
З 1581 р. миза Кійю належала власникам маєтку Колга, тобто спочатку родині Понтуса де ла Гарді, а з 1658 р. до експроприації 1919 р. — фон Стенбокам. Простий одноповерховий кам'яний будинок, зведений наприкінці XVIII ст., на початку ХХ ст. було перебудовано у пишному стилі модерн. Зараз тут розташована Куусалуська волосна управа.